# 安布利尼
安布利尼（法語：Humbligny，法語發音：[œ̃bliɲi]）是法国谢尔省的一个市镇，位于该省中北部偏东，属于布尔日区。

## 地理
安布利尼（47°15'14"N, 2°39'42"E）面积20.86 平方千米，位于法国中央-卢瓦尔河谷大区谢尔省，该省份为法国中部省份，北起卢瓦雷省，西接卢瓦-谢尔省和安德尔省，南至克勒兹省，东南接阿列省，东临涅夫勒省。
与安布利尼接壤的市镇（或旧市镇、城区）包括：拉沙普洛特、昂里什蒙、蒙蒂尼、莫罗格、桑塞尔地区讷伊、讷维德克洛谢、圣塞奥尔。

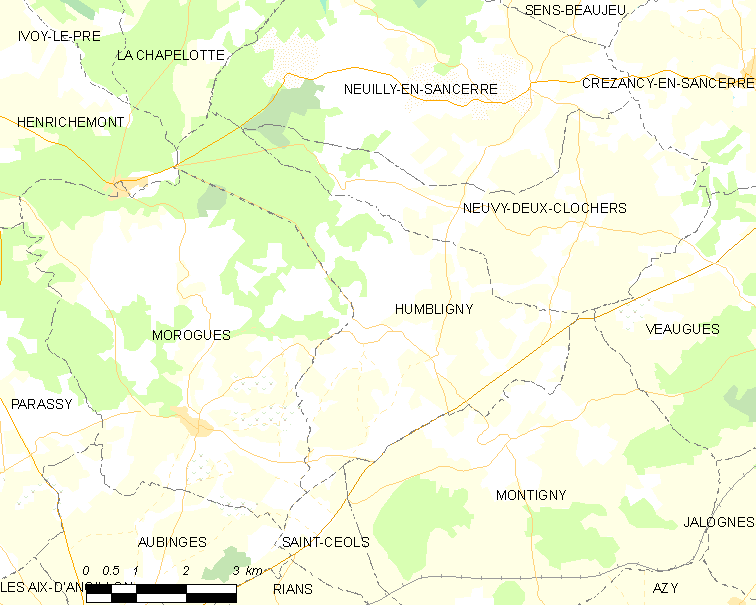
安布利尼的OSM定位图

安布利尼的时区为UTC+01:00、UTC+02:00（夏令时）。

## 行政
安布利尼的邮政编码为18250，INSEE市镇编码为18111。

## 政治
安布利尼所属的省级选区为圣日耳曼迪皮县。

## 人口

1962-2008年间安布利尼人口变化图示

安布利尼于2022年1月1日时的人口数量为182人。